# Carpignano Sesia
Carpignano Sesia je italská obec v provincii Novara v oblasti Piemont.
V roce 2016 zde žilo 2 539 obyvatel.

## Poloha
Obec leží u hranic provincie Novara s provincií Vercelli. Sousední obce jsou: Briona, Fara Novarese, Ghemme, Ghislarengo (Vercelli), Lenta (Vercelli), Sillavengo a Sizzano.

## Vývoj počtu obyvatel
Zdroj: 